# XL Galan 2012
XL Galan 2012 – halowy mityng lekkoatletyczny, który odbył się 23 lutego 2012 w stolicy Szwecji – Sztokholmie, w hali Ericsson Globe. Zawody były ostatnią odsłoną cyklu IAAF Indoor Permit Meetings w sezonie 2012.
Wydarzeniem zawodów było poprawienie przez Rosjankę Jelenę Isinbajewą własnego halowego rekordu świata wynikiem 5,01 m.

## Rezultaty
| NR – rekord kraju \| WR – halowy rekord świata \| PB – rekord życiowy \| SB – najlepszy wynik w sezonie |

### Mężczyźni
| Konkurencja               | 1. miejsce          | 1. miejsce | 2. miejsce         | 2. miejsce | 3. miejsce        | 3. miejsce |
| ------------------------- | ------------------- | ---------- | ------------------ | ---------- | ----------------- | ---------- |
| Bieg na 400 m             | Kirani James        | 45,52      | Chris Brown        | 46,68      | Johan Wissman     | 47,06 SB   |
| Bieg na 800 m             | Mohamed Aman        | 1:45,84    | Marcin Lewandowski | 1:46,02    | Jurij Borzakowski | 1:46,19    |
| Bieg na 1500 m            | İlham Tanui Özbilen | 3:34,88    | Bethwell Birgen    | 3:35,38    | Amine Laâlou      | 3:37,03 PB |
| Bieg na 3000 m            | Isiah Koech         | 7:33,55    | Dejen Gebremeskel  | 7:34,14 PB | Augustine Choge   | 7:34,74    |
| Bieg na 60 m przez płotki | Dayron Robles       | 7,66       | Orlando Ortega     | 7,68       | Maksim Łynsza     | 7,73       |
| Skok w dal                | Michel Tornéus      | 7,99 SB    | Ignisious Gaisah   | 7,98 =SB   | Luis Filipe Méliz | 7,98 SB    |

### Kobiety
| Konkurencja    | 1. miejsce        | 1. miejsce | 2. miejsce           | 2. miejsce | 3. miejsce     | 3. miejsce |
| -------------- | ----------------- | ---------- | -------------------- | ---------- | -------------- | ---------- |
| Bieg na 60 m   | Marija Riemień    | 7,17 =SB   | Ołesia Powch         | 7,20       | Aleen Bailey   | 7,22       |
| Bieg na 400 m  | Patricia Hall     | 51,66 PB   | Antonina Kriwoszapka | 51,81 SB   | Moa Hjelmer    | 52,43 PB   |
| Bieg na 1500 m | Btissam Lakhouad  | 4:07,86 PB | Tizita Bogale        | 4:07,88    | Morgan Uceny   | 4:08,06 SB |
| Skok wzwyż     | Anna Cziczerowa   | 2,00       | Ebba Jungmark        | 1,94       | Tia Hellebaut  | 1,94       |
| Skok o tyczce  | Jelena Isinbajewa | 5,01 WR    | Holly Bleasdale      | 4,72       | Yarisley Silva | 4,72 NR    |
| Trójskok       | Olha Saładucha    | 14,79 NR   | Yargeris Savigne     | 14,47 SB   | Yamilé Aldama  | 14,44 SB   |

## Rekordy
Podczas mityngu ustanowiono 4 krajowe rekordy w kategorii seniorów:
| Zawodnik          | Reprezentacja | Konkurencja   | Rezultat |
| ----------------- | ------------- | ------------- | -------- |
| Jelena Isinbajewa | Rosja         | skok o tyczce | 5,01     |
| Yarisley Silva    | Kuba          | skok o tyczce | 4,72     |
| Nicole Büchler    | Szwajcaria    | skok o tyczce | 4,52     |
| Olha Saładucha    | Ukraina       | trójskok      | 14,79    |